# Puccinia blechni
Puccinia blechni är en svampart som beskrevs av Lagerh. 1895. Puccinia blechni ingår i släktet Puccinia och familjen Pucciniaceae.   Inga underarter finns listade i Catalogue of Life.